# Bailliage de Thierstein
?–1522
Entités suivantes :
- Bailliage de Thierstein

1522–1798
Entités précédentes :
- Seigneurie de Thierstein

Entités suivantes :
- District de Dornach

La seigneurie de Thierstein est une seigneurie située dans l'actuel canton de Soleure. Elle devient par la suite un bailliage du canton de Soleure de 1522 à 1798 sous le nom de bailliage de Thierstein.

## Histoire
En 1527, Himmelried est acheté par Soleure et est ajouté au bailliage de Thierstein. Kleinlützel dépend également du bailliage dès cette date.
Le bailliage devient le district de Dornach en 1798, puis le district de Thierstein en 1803.